# Абріктозавр
Абріктозавр (лат. Abrictosaurus; букв. «Несплячий ящір») — рід динозаврів з групи гетеродонтозавридових, що жили в ранньому юрському періоді на території нинішньої Південної Африки. Це був невеликий двоногий травоїдний динозавр, близько 1 метра завдовжки, і вагою менше 45 кілограмів.
Цей динозавр відомий тільки по двох скелетах, знайдених у районі Цгачас-Нек у Лесото і в Капській провінції Південної Африки. Свита, в якій було виявлено скелети, відноситься до геттангського та синемюрського ярусів раннього юрського періоду, близько 200—190 млн років тому.